# Leptotyphlops borapeliotes
Leptotyphlops borapeliotes este o specie de șerpi din genul Leptotyphlops, familia Leptotyphlopidae, descrisă de Vanzolini 1996. Conform Catalogue of Life specia Leptotyphlops borapeliotes nu are subspecii cunoscute.